# Kubik Béla
Kubik Béla (Vatta, 1860. április – Mezőkövesd, 1914. május 22.) Borsod vármegye főispánja, az önálló törvényhatósági jogot szerzett Miskolc első főispánja, Kubik Gyula neves vasútépítő mérnök testvére.

## Élete
Egyetemi tanulmányait a budapesti József Műegyetemen végezte, ahol mérnöki diplomát szerzett, majd önkéntes éveit letöltvén tartalékos huszárhadnagyi rangban szerelt le, majd bekapcsolódott a Borsod vármegyei közéletbe, ahol csakhamar a megyei törvényhatósági bizottság tagja lett. Eközben aktív sportolója volt és maradt a Magyar Atlétikai Klubnak is.
Az 1896-os választásokon jutott be először a parlamentbe az Függetlenségi és 48-as (Justh) Párt (avagy Kossuth-párt) színeiben. Az Országgyűlésben hamar a Függetlenségi és Negyvennyolcas Párt egyik legagilisebb és legtemperamentumosabb tagja lett. Az 1901-es, 1905-ös és az 1906-os választásokon is sikerült bejutnia, mindannyiszor a mezőcsáti választási kerületből.
Kubik Béla a második Wekerle-kormány megalakulását követően, 1906 és 1910 között volt Borsod vármegye főispánja. Beiktatásakor mondott beszédében politikai jellegű nézeteit fejtette ki. Először az előző kormány erőszakos intézkedéseiről szólt, amikor a megye megtagadta a kormányrendeletek végrehajtását és visszautasította a kinevezett főispánt, Brezovay Andrást, ugyanakkor beszélt arról is, hogy a fennálló rendet meg kell tartani. Elmondta, hogy közel két évtizede áll a megye szolgálatában, s ennyi idő alatt „több-kevesebb szerencsével igyekeztünk hagyományainkat, újításainkat vármegyénk érdekében érvényesíteni”.
Beiktatásakor Miskolc elválása még nem tűnt aktuálisnak, noha az ez irányú törekvések már korábban elkezdődtek. Wekerle Sándor miniszterelnök és Andrássy Gyula belügyminiszter (ezért mindketten Miskolc díszpolgárai lettek) megértette a város, illetve Szentpáli István törekvéseit, de Kubik is sokat segített benne. A Miskolc önállóvá válásáról szóló törvényjavaslatot 1907. november 26-án szavazta meg a képviselőház (1907. évi LI. törvénycikk „Miskolci rendezett tanácsú városnak törvényhatósági joggal felruházásáról”), és ezt követően megkezdődtek a szétválással kapcsolatos tárgyalások. Tarnay Gyula alispán és Szentpáli István polgármester között, a bizottságokban is gyakran igen feszült hangulat alakult ki. Ezeket a villongásokat Kubik Béla korrekten és semlegesen kezelte, és 1908. december 11-én megbízták Miskolc főispáni teendőivel is. A város közgyűlésének alakuló ülése 1908. december 14-én volt, amelyen a megye tisztikara is részt vett, és a levezető elnök Kubik főispán volt.
Kubik Béla politikai nézeteit tekintve egyre inkább ellenzékivé vált, minden kormány és kormánypárt ellenzékévé (miközben saját pártja a szövetkezett ellenzék tagjaként épp kormánypárt volt). Azt tartották róla, hogy a megyegyűlésben ő volt az „utolsó kuruc”. 1910 márciusában lemondott főispáni posztjáról, hogy országgyűlési képviselőként megmérethesse magát, de a választásokon Görgey Lászlóval szemben alulmaradt. Ezután visszavonult a közélettől és a Mezőkövesd melletti Csincsepusztán élt. 1914 májusában váratlanul, szívinfarktus következtében hunyt el.